# C/2017 W2 (Leonard)
C/2017 W2 (Leonard) — одна з комет сімейства Галлея. Відкрита 26 листопада 2017 року; була 20.2m на час відкриття.